# Памятник труженикам тыла и детям войны (Чистополь)
Памятник труженикам тыла и детям войны — памятник в городе Чистополе Республики Татарстан.

## История
Монумент был открыт 1 мая 2015 года и приурочен к 70-летию победы в Великой Отечественной войне. Находится в центре города Чистополя и входит в состав Мемориального комплекса на Аллее Героев. Для возведения памятника необходимо было около 4 миллионов рублей — половину средств выделили из местного бюджета, вторую часть собрали рядовые жители и работники предприятий города.
В церемонии открытия памятника приняли участие: секретарь местного отделения партии «Единая Россия» и руководитель исполкома Чистопольского муниципального района — Дмитрий Иванов, член Совета Федерации Федерального Собрания России — Ильдус Ахметзянов, депутат Госсовета Республики Татарстан — Рафиль Нугуманов, а также труженики тыла — Галина Кузнецова, Пётр Тутаев и Александр Воробьёв. С главной приветственной речью выступил Дмитрий Иванов, который, в частности, сказал:

Сегодня у нас с вами торжественный день, мы открываем памятник, посвященный подвигу тружеников тыла и детям войны, которые вынесли все тяготы военного времени на своих хрупких плечах. В создание этого памятника внесли свой вклад все чистопольцы и земляки, и хочется сказать всем вам большое спасибо.

## Описание
Скульптурная группа из силумина установлена на бетонном невысоком постаменте и представляет собой композицию из трех фигур: сидящего старика, а также стоящих рядом с ним женщины и мальчика, читающего письмо с фронта. На площадке, вымощенной тротуарной плиткой, за памятником воздвигнута стела в центре которой находится барельеф звезды с расходящимися лучами, а также серпа и молота, что символизирует единение фронта и тыла. На левой стороне барельефа надпись: «Труженикам тыла, верным сынам и дочерям земли Чистопольской от благодарных потомков», на правой стороне — надпись «И пусть живёт в потомках память тех героических времен. Советским труженикам тыла − наш низкий, наш земной поклон!».